# Йън Уот
Йън Уот (на английски: Ian Watt, роден на 9 март 1917 г. в Уиндърмиър, графство Къмбрия, Великобритания – починал на 13 декември 1999 г. в Менло Парк, щата Калифорния, САЩ) е британски и американски литературен историк.

## Биография
Завършва Кеймбриджкия университет. Участва във Втората световна война (1939-1946) като пехотинец. В Сингапур е ранен и попада в списъците на „безследно изчезналите, тоест по всяка вероятност убитите“. Всъщност прекарва 3 години и половина в японски плен, участвайки в строежа на мост през река Куай в Тайланд.
След завръщането си в родината защитава дисертация, преподава в Кеймбридж от 1947 г. След 1952 г. сменя няколко университета в САЩ, Канада и Англия – Калифорнийския университет в Бъркли (до 1962 г.), Университета на Британска Колумбия във Ванкувър, Университета на Източна Англия в Норич. От 1964 г. е професор в Станфордския университет, а след пенсионирането си е почетен професор там. Чел е лекции и в Торонто, водил е семинари в Принстънския университет.
Директор е на Станфордския център по хуманитарни науки (1980 – 1985).
Архивът на Уот се намира в библиотеката на Станфордския университет.

## Научни изследвания
Уот е автор на изследвания на творчеството на Даниел Дефо, Хенри Филдинг, Лорънс Стърн, Джейн Остин, Уолтър Скот, Томас Харди, Джоузеф Конрад и др. В книгата си „Възходът на романа“ (1957) проследява появата и развитието на английската проза през XVIII век в пряка връзка с развитието на философския рационализъм на Бенедикт Спиноза, Рене Декарт, Джон Лок, от една страна, и формирането на широка читателска публика, от друга. И до днес тя си остава влиятелно съчинение върху историята на английското общество, но и на общата социология на литературата. Също толкова авторитетна, но за теорията на комуникацията, е книгата му „Последствията на грамотността“ (1963), написана в съавторство с Джак Гуди, която по-късно влиза в издадения от Гуди сборник „Грамотността в традиционните общества“ (1968).

## Публикации
Книги
- The Rise of the Novel: Studies in Defoe, Richardson and Fielding (Възходът на романа: Изследвания на Дефо, Ричардсън и Филдинг), 1957
- Jane Austen (Джейн Остин), 1963
- The Victorian novel: modern essays in criticism (Викторианският роман: съвременни литературоведски есета), 1971
- The British novel: Scott through Hardy (Британският роман: От Скот до Харди), 1973
- The humanities on the River Kwai (Хуманитаристика на река Куай), 1982, мемоари за неговия плен
- Myths of modern individualism: Faust, Don Quixote, Don Juan, Robinson Crusoe (Митовете на модерния индивидуализъм: Фауст, Дон Кихот, Дон Жуан, Робинзон Крузо), 1996
- Essays on Conrad (Есета върху Конрад), 2000

Литература за него
- Thompson B. Critical history: the career of Ian Watt. Stanford: Stanford Humanities Review; Stanford Humanities Center, 2000

## Признание
Член на Американската академия на изкуствата и науките (1972).